# 554

## Събития
- Византийски войски дебаркират и завладяват източна Испания